# Open City

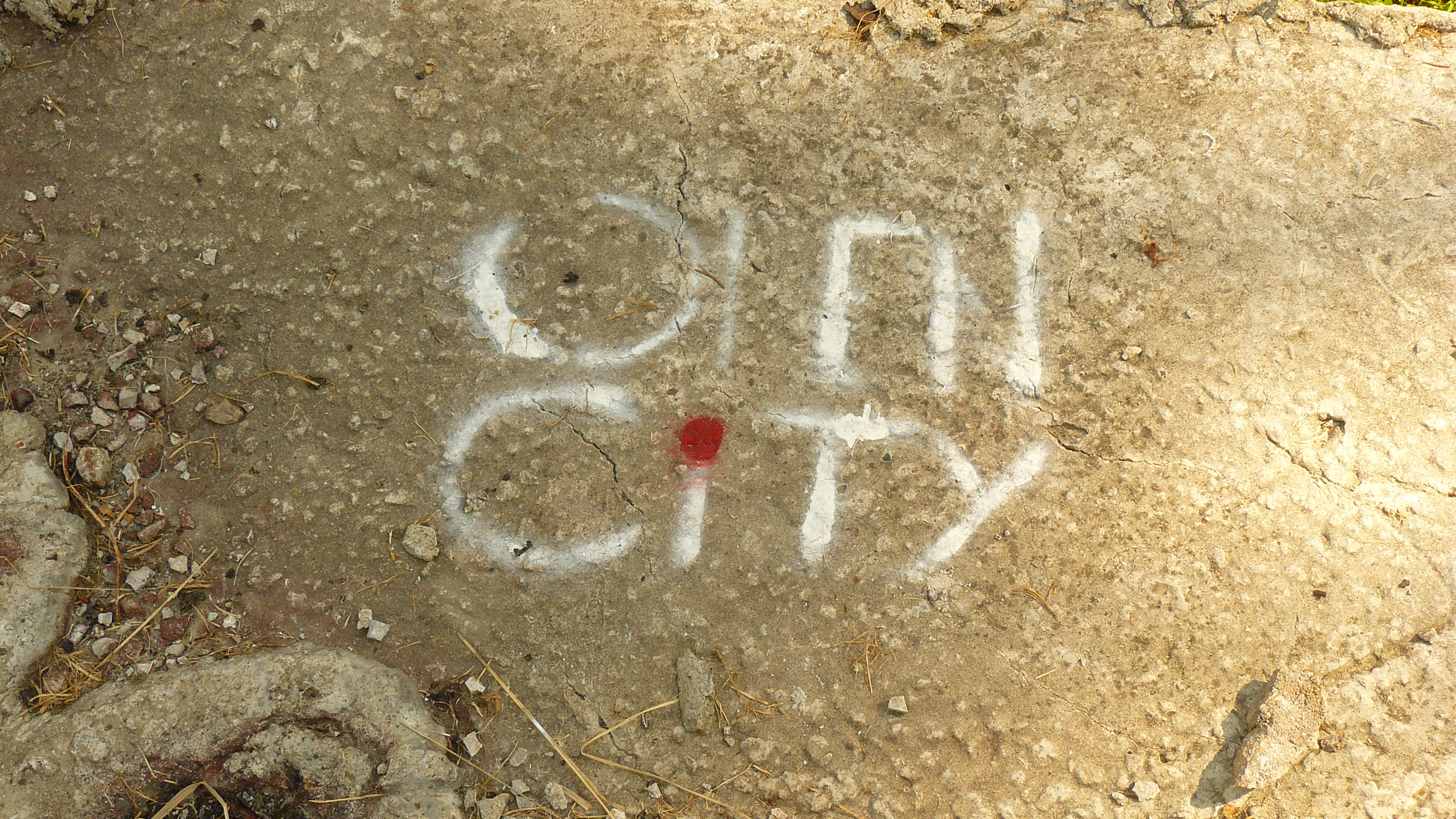
Logo Festiwalu Open City, namalowane farbą na kamiennej płycie

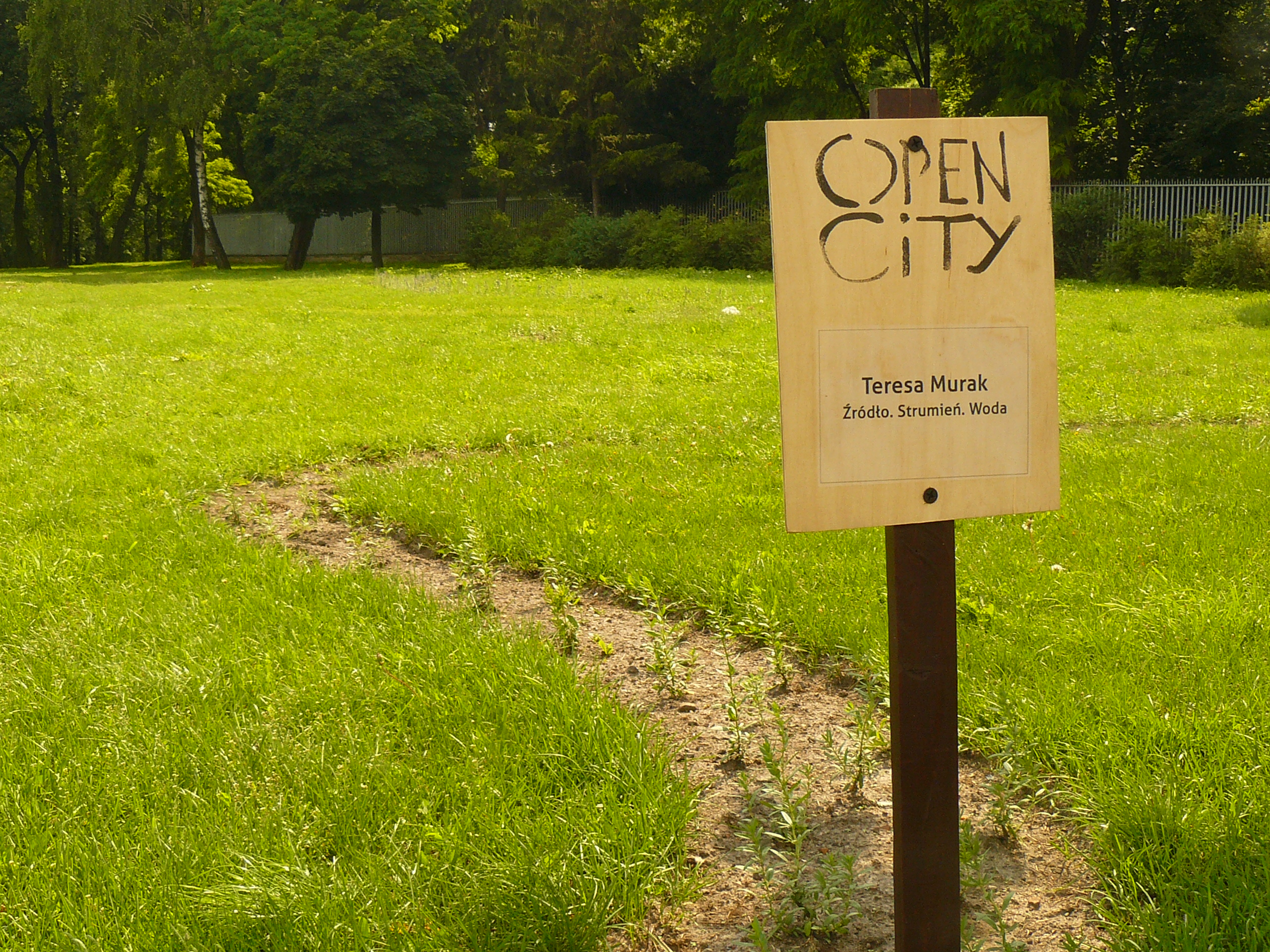
Instalacja "Źródło. Strumień. Woda" autorstwa Teresy Murak

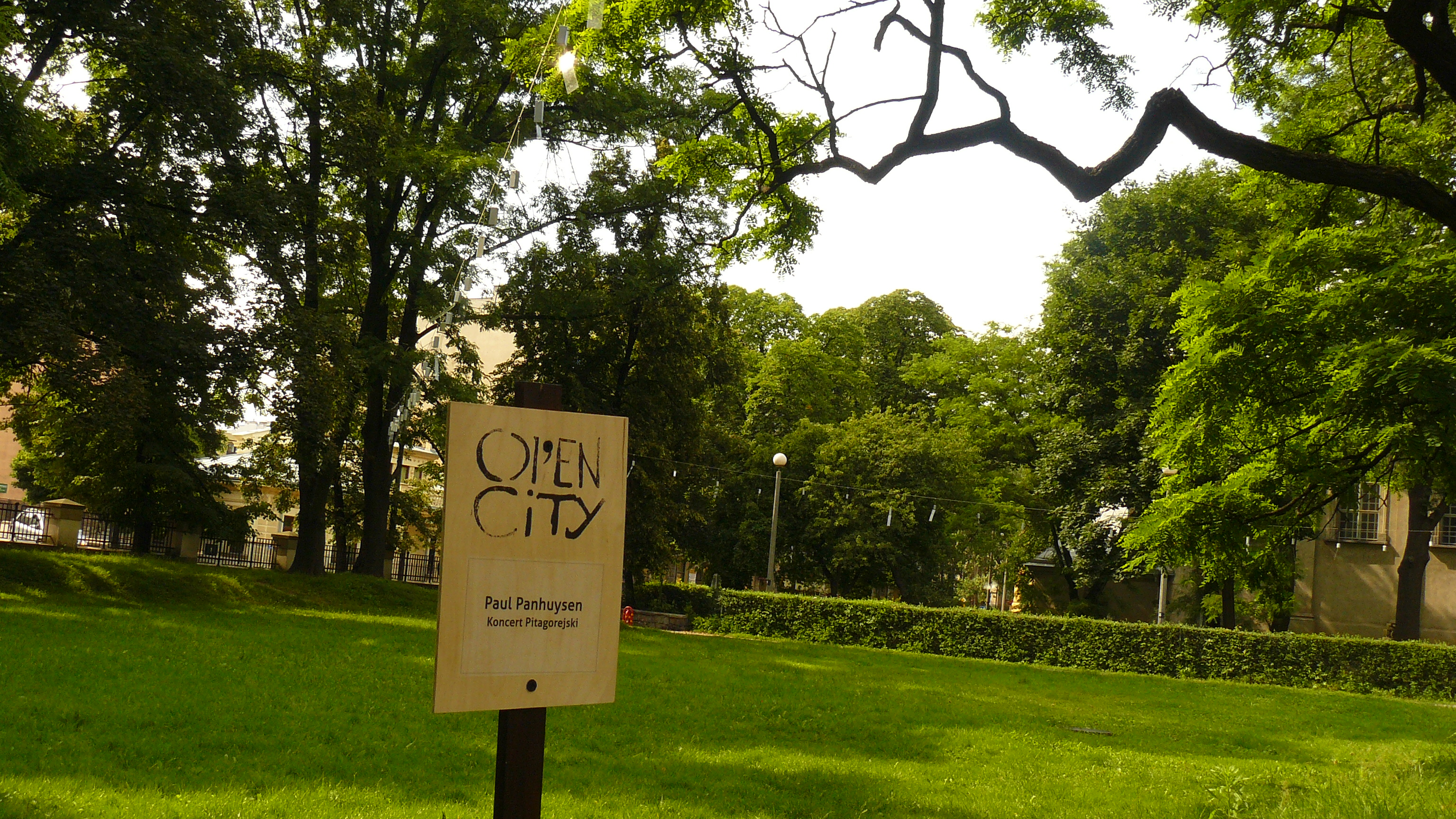
Instalacja "Koncert Pitagorejski" autorstwa Paula Panhuysena

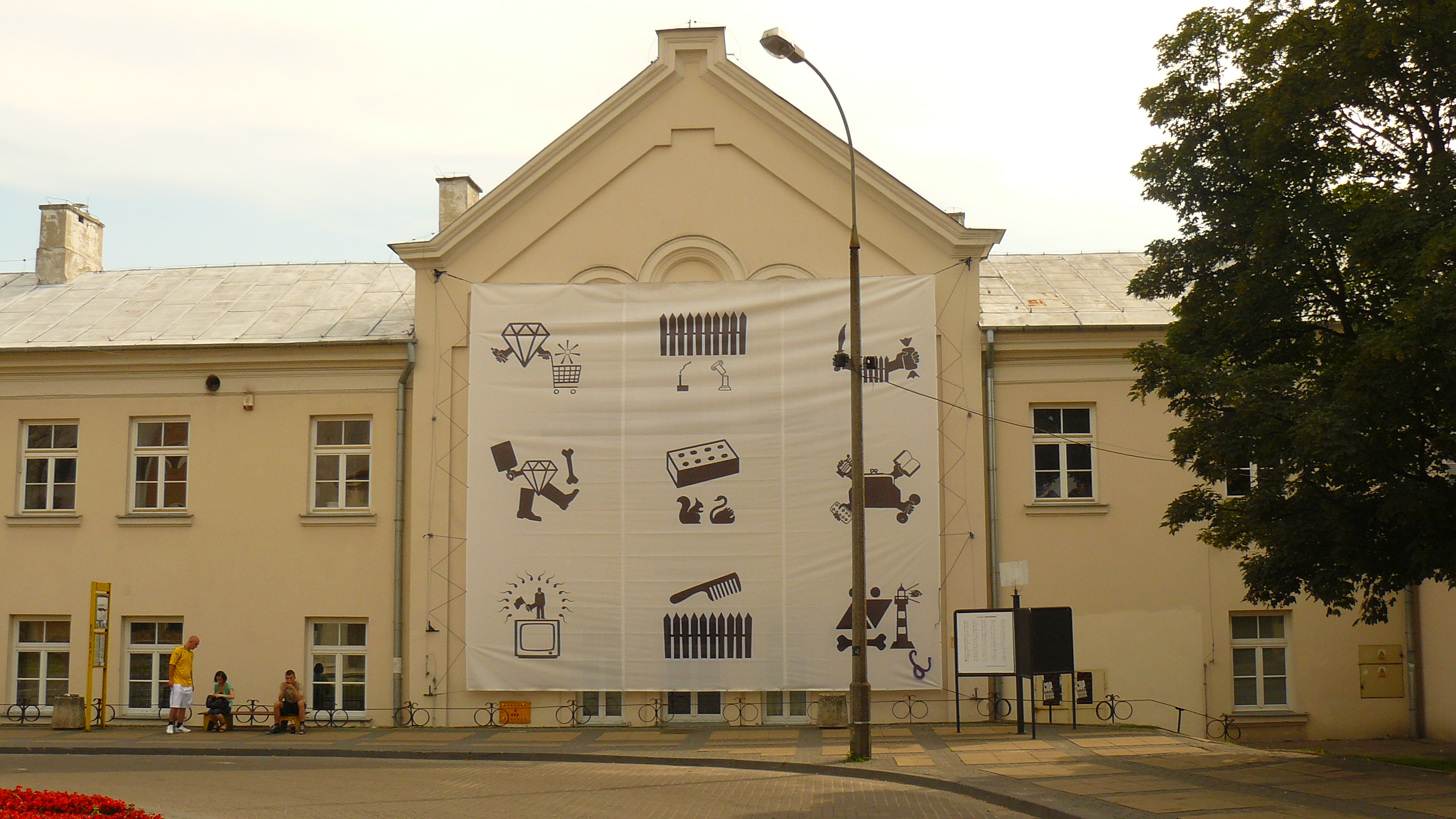
Instalacja białoruskiej Grupy R.E.P, przedstawia historię budynku CK w Lublinie

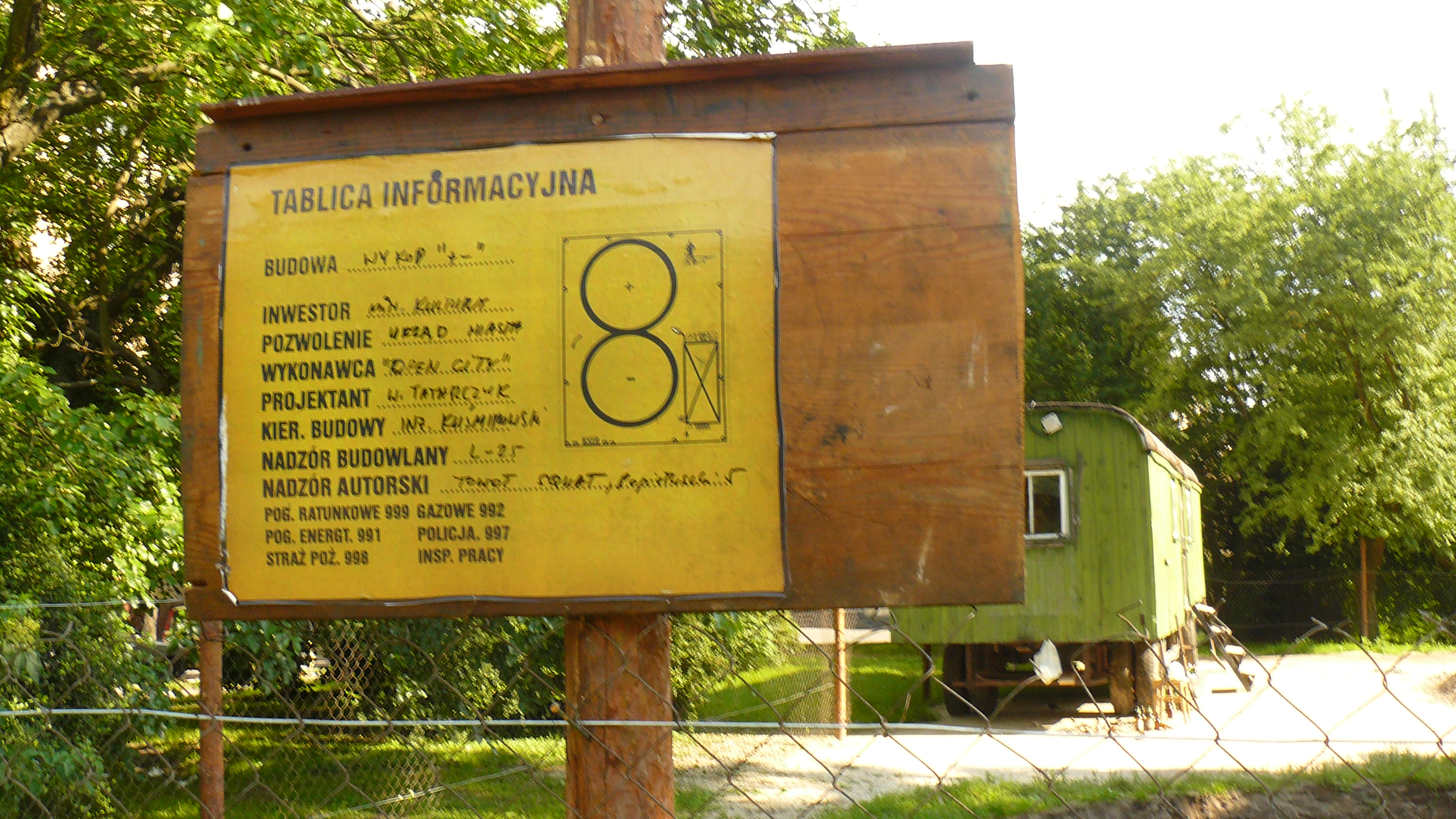
Instalacja "Wykop+-" Roberta Kuśmirowskiego

Festiwal Sztuki w Przestrzeni Publicznej Open City / Otwarte Miasto – festiwal sztuki organizowany w Lublinie od 2009 roku przez Ośrodek Międzykulturowych Inicjatyw Twórczych „Rozdroża”. W ramach festiwalu realizowane są zarówno projekty trwałe, obiekty, instalacje, murale, które pozostają w przestrzeni miasta, jak również efemeryczne – np. performance, projekcje wideo. Organizatorzy zapewniają także wydarzenia towarzyszące, np. pokazy filmów dokumentalnych, spotkania, wykłady, warsztaty, spektakle, koncerty. 

## Geneza i idea
Festiwal Sztuki w Przestrzeni Publicznej Open City / Otwarte Miasto nawiązuje do tradycji wprowadzenia sztuki w przestrzeń publiczną, na gruncie polskim wyznaczoną imprezami plenerowymi lat 60. i 70., takimi jak Biennale Form Przestrzennych w Elblągu czy Sympozjum Plastyczne Wrocław ’70.

Zasygnalizowane nazwą festiwalu „otwarcie” miasta odnosi się między innymi do idei Formy Otwartej stworzonej przez Oskara Hansena, w myśl której realizacje artystyczne oraz urbanistyczne powinny stanowić aktywne tło dla egzystencji człowieka, kreować zdarzenia, które kształtują świadomość i postawę etyczną. Przy okazji pierwszej edycji kurator nawiązał do zjawiska „otwartych miast” okresu wojny, poddanych przez władze po to, by ich historyczna tkanka oraz mieszkańcy nie ucierpieli podczas zbrojnego ataku. Tym samym „otwarte miasto” jest metaforą sygnalizującą moment, w którym miasto zostaje wytrącone z ram ustalonego porządku i zostaje pokojowo zdobyte przez artystów – opanowane przez sztukę. Z drugiej jednak strony, otwarta formuła festiwalu zakłada komentarze dotyczące niepowodzeń i aberracji wspomnianych idei.
Podobnie jak idea Formy Otwartej, formuła festiwalu uwzględnia historię i tożsamość miejsca. Lublin staje się punktem odniesienia dla wielu realizacji artystycznych, w których zwraca się uwagę na jego wielokulturową przeszłość, wyznaczoną m.in. wydarzeniami Unii Lubelskiej czy obliczem miasta jako żydowskiej „Jerozolimy Wschodu”, ale również na przeszłość trudną, której wyznacznikiem może być Holocaust czy epizod ustanowienia komunistycznej władzy, tzw. Polska „lubelska”. Ważną rolę odgrywa również aktualna sytuacja geopolityczna miasta, leżącego na obrzeżach Unii Europejskiej, stykającego się z własnymi problemami biedy i wykluczenia, ale również z problemami dręczącymi pobliskie społeczeństwa, ukraińskie czy białoruskie, pozostające poza zjednoczoną Europą.
Z tego powodu istotne miejsce w obszarze artystycznych poszukiwań zajmują kwestie społeczne oraz polityczne, które wybrzmiewają w dialogu pomiędzy artystami a mieszkańcami, przechodniami, gośćmi.

## Cel festiwalu
Festiwal odwołuje się do przeszłości i teraźniejszości Lublina. Prace artystów są umieszczane najczęściej w miejscach publicznych, znaczących chociażby historycznie dla przestrzeni miasta. Tematyka prac odwołuje się do położenia na wschodzie Polski, na obrzeżach Unii Europejskiej, do przeszłości multikulturowej, ale także do świadomości współczesnych Lublinian. Prace mają na celu zwrócenie uwagi, nie tylko na bieżące problemy społeczne, ale też pozwalają na zwrócenie uwagi przeciętnego mieszkańca na pewne miejsca w urbanistycznej strukturze Lublina.
Celem festiwalu, jest zaznaczenie obecności sztuki w przestrzeni publicznej Lublina. Artyści są otwarci na sugestie, komentarze, refleksje i osądy zwykłych przechodniów. Jednocześnie stymulują ludzi do namysłu, a nawet rewizji dotychczasowych relacji z miastem.

## Organizatorzy
Pomysłodawcą festiwalu i pierwszym kuratorem był Waldemar Tatarczuk a organizatorem jest Ośrodek Międzykulturowych Inicjatyw Twórczych „Rozdroża” – miejska instytucja kultury w Lublinie.
Festiwal odbywa się przy wsparciu Urzędu Miasta Lublin i Ministerstwa Kultury i Dziedzictwa Narodowego oraz innych podmiotów publicznych i prywatnych. W latach 2009-2011 festiwal był wpisany w program starań Lublina o zdobycie tytułu Europejskiej Stolicy Kultury w 2016 roku.

## Edycje
W przestrzeni Lublina na stałe pozostają niektóre realizacje; należą do nich: mural „Nie ma uliczki” Mariusza Tarkawiana przy ul. Jasnej (2011), mural NAWERA przy ul. Szkolnej (2012), rzeźba „Przejście” Bohdana Rucińskiego na Krakowskim Przedmieściu (deptak) (2010), zasiew „Źródło. Strumień. Woda” Teresy Murak na dawnej trasie W-Z, obecnie Al. Tysiącelcia (2009) oraz – we fragmentach – projekt „Coming out” Ronena Eidelmana (Stare Miasto, ul. Zielona).

## Open City 2009
Edycja została zainaugurowana przez prezydenta Lublina, Adama Wasilewskiego i trwała do 22 czerwca 2009, a instalacje pozostały do 20 lipca 2009. Kuratorem wystaw był Waldemar Tatarczuk.
W 1. edycji festiwalu udział wzięło 15 artystów indywidualnych i grup: Janusz Bałdyga, Redas Dirżys (Litwa), Nezaket Ekici (Turcja/Niemcy), Elżbieta Jabłońska, Vlodko Kaufmann (Ukraina), Dariusz Kociński, Jarosław Kozłowski, Robert Kuśmirowski, Dominik Lejman, Leszek Lewandowski, Teresa Murak, Paul Panhuysen (Holandia), Andrzej Paruzel, grupa R.E.P. (Ukraina), Andrée Weschler (Francja)].

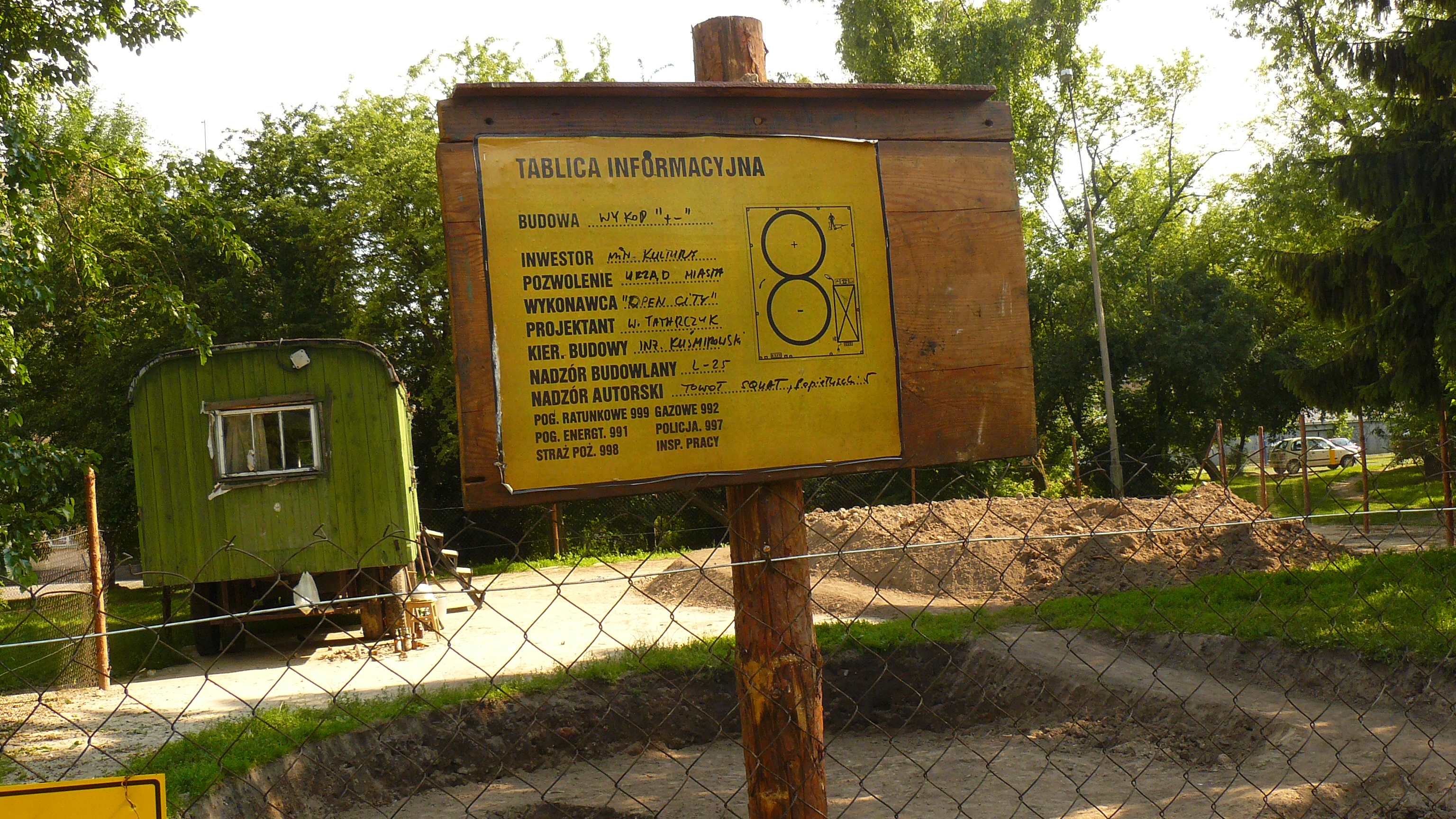
Instalacja "Wykop+-" Roberta Kuśmirowskiego

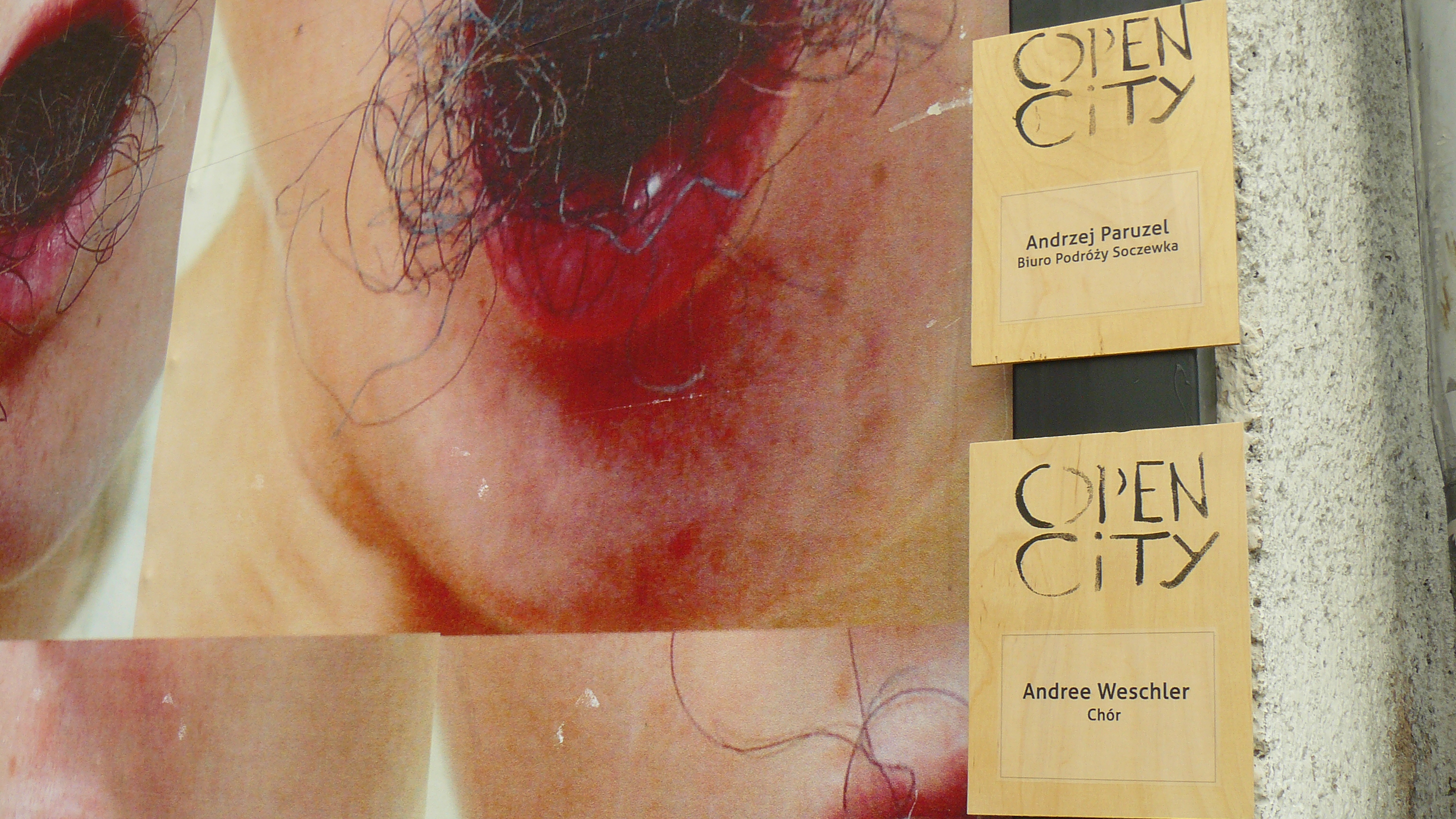
Projekt Andree Wechsler, porusza problematykę równouprawnienia

### Wybrane instalacje
Zaplanowano ponad dwadzieścia wydarzeń, m.in. projekcje filmów, dyskusje, warsztaty twórcze, oraz instalacje artystyczne.
- „Źródło. Strumień. Woda.” Instalacja Teresy Murak, jest nasadzeniem roślinnym z Hyzopu, układające się w kształt rzeki, w pierwotnym zamiarze, miały prowadzić od Zamku Lubelskiego w kierunku Świdnika[10].
- „Koncert Pitagorejski”. Instalacja Paula Panhuysena złożona z 64 małych dzwonków aluminiowych, które wiszą na lince w rytmicznym ciągu Fibonacciego, ponumerowane od 1 do 4, nastrojone zgodnie z akordem pitagorejskim 6 : 8 : 9 : 12[11].
- „Wykop+-”. Instalacja Roberta Kuśmirowskiego. Artysta przez cały festiwal, ogrodzony, wykopywał ziemię z jednego miejsca. Zainteresowanym przechodniom, na pytania, co buduje, odpowiadał w sposób dostosowany do pytającego[12].
- Plakaty przedstawiające kobietę, której usta zostały skrępowane, przez szpule drutów. Instalacja Andree Wechsler. Holenderska artystka i performerka, zaprotestowała przeciwko dyskryminacji kobiet, jej plakaty zawieszono na billboardach na Krakowskim Przedmieściu.  Instalacja miała nawiązywać, do chórów kościelnych, druty do strun głosowych[13].

## Open City 2010
Festiwal odbył się w dniach 18 czerwca-20 lipca. Kuratorem edycji był Krzysztof Żwirblis. Przewodnią ideą 2. edycji festiwalu Otwarte Miasto (Open City) były interakcje społeczne. Krzysztof Żwirblis potraktował przestrzeń miejską jako obszar napięć –narodowych, religijnych, gospodarczych czy politycznych, jednocześnie dostrzegł w niej otwartość na artystyczne komentarze, eksperymenty, zarówno te prowokujące odbiorców do zabawy, jak i do głębszej refleksji. W ramach 2. edycji festiwalu stworzono kilkanaście realizacji, przeprowadzono również kilka akcji w przestrzeni miejskiej. 

W festiwalu udział wzięło 15 artystów indywidualnych i grup: Akademia Ruchu, Karolina Breguła, Ronen Eidelman (Izrael), Roch Forowicz, Paweł Hajncel, Komuna Warszawa, Jarosław Lipszyc, Jarosław Lustych, Bohdan Ruciński, Daniel Rumiancew, Peter Russell (Szkocja), Jadwiga Sawicka, Kamila Szejnoch, Myroslav Vayda (Ukraina), Piotr Wysocki.

### Wybrane instalacje
- „Maszt” – Kamila Szejnoch[17].
- „Holy machine”. Instalacja Kamili Szejnoch przypominająca bankomat lub info kiosk, której automatyczne działania ironicznie komentują mechanizmy życia religijnego[18].
- „Cytaty za darmo”. Pastisz współczesnych akcji promocyjnych w wykonaniu Jadwigi Sawickiej, polegający na wręczaniu ulotek z cytatami „z klasyków”, balonów z dyrektywami: Krzycz. Płacz. Patrz, fotografowano przypadkowych przechodniów w koszulkach opatrzonych niepokojącymi napisami, zaprojektowanymi przez artystkę[19].
- „Detekcja”. Instalacja wideo Rocha Forowicza, w której artysta za pomocą kamery termowizyjnej sterował projekcją na fasadzie lubelskiej archikatedry[20].
- „Coming out”. Fotografie Ronen Eidelman przedstawiające międzywojenną żydowską społeczność umieszczono na murach kamienic Starego Miasta. Artysta opatrzył je napisami dotyczącymi żydowskiej tożsamości oraz uprzedzeń rasowych[21].
- „Oko Cadyka”. Instalacja Jarosława Koziara będąca wizualizacją koncepcji Władysława Panasa. Plan miasta widziany jest jako plan ludzkiego ciała, a tytułowe oko znajduje się w miejscu domu, w którym mieszkał cadyk Jakub Icchak Horowitz, „Widzący z Lublina”[22].
- „Źródła”. Instalacja Myroslava Vayda, usytuowana na skwerze obok kościoła ewangelickiego, w której artysta umieścił w darni kolorowe lightboxy, wizualizując pulsującą pod powłoką ziemi energię[23].
- „Luneta”. Instalacja Karoliny Breguły umieszczona na Placu po farze w Lublinie, przez którą zobaczyć można było nie pobliski Zamek, ale zupełnie inne, egzotyczne miejsce[24].

## Open City 2011
Festiwal odbył się w dniach 22 czerwca-13 lipca; wernisaż miał miejsce 22 i 24 czerwca. Kuratorką edycji była Monika Szewczyk. Kuratorka 3. edycji festiwalu Otwarte Miasto (Open City), Monika Szewczyk, zbudowała program przedsięwzięcia w oparciu o architekturę miasta, która została zreinterpretowana przez artystów – tym samym ponownie powrócono do problemu historii i tożsamości miejsca oraz idei Oskara Hansena. Odniesiono się również do kwestii społecznych, podkreślając rolę aktywności mieszkańców w kształtowaniu ostatecznego kształtu festiwalu i akcentując rolę sztuki jako płaszczyzny porozumienia.
W festiwalu udział wzięło 16 artystów indywidualnych i grup: Izabela Tarasewicz, Mariusz Tarkawian, Cezary Bodzianowski, Andrei Dureika (Białoruś), Liliana Orbach (Argentyna), Alexandre Perigot (Francja), Maurycy Gomulicki, Martin Zet (Czechy), Alex Villar (Brazylia/USA), Julita Wójcik, Krzysztof Żwirblis, Ada Karczmarczyk, Katarzyna Kozyra, Jacek Malinowski, (Super)grupa Azorro, Konrad Smoleński.

### Wybrane instalacje
- „Dom Elvisa”. instalacja Alexandre Perigot będącą wierną (w skali) kopią domu króla rock’n’rolla – Graceland[27].
- „Nie ma uliczki”. Mural Mariusza Tarkawiana na ścianie jednej z kamienic Śródmieścia, nawiązujący do żydowskiej historii miasta[28].
- „Fantom”. Instalacja Maurycego Gomulickiego zbudowana z różowych świetlówek umieszczona w otworach fasady Zamku Lubelskiego[29].
- „Muzeum Społeczne”. Akcja Krzysztofa Żwirblisa na osiedlu im. Juliusza Słowackiego. Mieszkańcy osiedla zostali zaktywizowani do stworzenia wspólnej, efemerycznej wystawy opartej na pamiątkach i wspomnieniach odnoszących się do ich życia w przestrzeni zaprojektowanej przez Oskara Hansena. W ramach działań kolektywu Krzysztofa Żwirblisa został zrealizowany film dokumentalny, którego projekcja odbyła się w przestrzeni osiedla, na otwarciu festiwalu[30].

## Open City 2012
Festiwal zilustrowany został pomiędzy „Open – Occupy”; odbył się w dniach 21 czerwca-22 lipca. Kuratorem edycji był Wojciech Krukowski. Podtytuł 4. edycji festiwalu Otwarte Miasto (Open City) brzmiał: „schody-okna-drzwi” i w myśl słów kuratora, Wojciecha Krukowskiego, miał sygnalizować otwartość przestrzeni miejskiej na różnorodność artystycznych interpretacji. Relacja pomiędzy tkanką miejską, przestrzenią a indywidualnością artystyczną i eksperymentalnym potencjałem sztuki wyznaczyła przewodnią ideę przedsięwzięcia.
W festiwalu udział wzięło 15 artystów i grup: Paweł Althamer, Janusz Bałdyga, Kuba Bąkowski, Krzysztof M. Bednarski, Andrzej Dłużniewski, Mirosław Filonik, Artur Klinau (Białoruś), Jarosław Kozakiewicz, Maciej Kurak, Robert Kuśmirowski, NAWER, Ewa Zarzycka, Jerzy Zyśko, grupa Akademia Ruchu, grupa Komuna Warszawa.

### Wybrane instalacje
- „Słoma”. Instalacja Artura Klinau. Słomiany łuk triumfalny umieszczony na deptaku w Lublinie (ul. Krakowskie Przedmieście)[33].
- „Brahmaputra”. Instalacja Krzysztofa M. Bednarskiego mająca postać drzwi obrotowych umieszczona na deptaku, naprzeciwko Bramy Krakowskiej w Lublinie[34].
- „Drogowskaz”. Instalacja Jerzego Zyśko w formie drogowskazu, który odwraca porządek wskazywania najważniejszych – metropolitalnych – kierunków[35].
- „Meisterstück”. Obiekt autorstwa Macieja Kuraka w formie zawiązanej rury wodociągowej umieszczony u stóp Wzgórza Zamkowego w Lublinie[36].
- „Bez tytułu”. Instalacja Mirosława Filonika skonstruowana ze świetlówek, umieszczonych w otworach okiennych zrujnowanej staromiejskiej kamienicy[37].

## Open City 2013
Festiwal odbędzie się pod hasłem „UNI-JA/UNI-ON”. Otwarcie festiwalu zaplanowano na 21-22 czerwca. Kuratorką edycji jest Anda Rottenberg.
Temat 5. edycji festiwalu, wyrażony hasłem UNI-JA/UNI-ON, nawiązuje do idei leżących u podstaw zapoczątkowanego w 2009 roku przedsięwzięcia. Metaforyczne otwarcie miasta na artystyczną oraz społeczną aktywność – zainspirowane teorią „formy otwartej” Oskara Hansena – jest interpretowane w kontekście kulturowej i politycznej aktualności.
Źródłem inspiracji dla realizacji artystycznych staje się sytuacja historyczna oraz geopolityczna Lublina jako miasta o tożsamości charakterystycznej dla Europy Środkowo-Wschodniej – leżącego na styku kultur i religii, a obecnie również na obrzeżach Unii Europejskiej. Punkt odniesienia stanowi także dziedzictwo Unii Lubelskiej, zapoczątkowujące Rzeczpospolitą Obojga Narodów, będące istotnym elementem tożsamości miasta.
W festiwalu udział weźmie kilkunastu artystów: Collin Ardley (Szkocja/Niemcy), Paweł Althamer, Mirosław Bałka, Pavel Büchler (Czechy/Wlk. Brytania), Esra Ersen (Turcja), Pedro Cabrita Reis (Portugalia), Zlatko Kopljar (Chorwacja), Assaf Gruber (Izrael), Jan Gryka, Yakov Kazhdan (Rosja), Flo Kesearu (Estonia), Olaf Metzel (Niemcy), Anna Molska, Marina Naprushkina (Białoruś), Egle Rakauskaite (Litwa), Nikolai Ridnyi – Soska Group (Ukraina), Slavs & Tatars (Francja/USA), Leon Tarasewicz.